# 德拉沃格勒

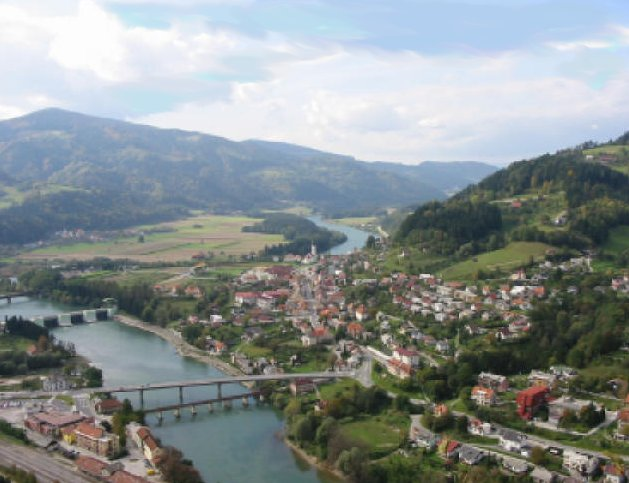

德拉沃格勒是斯洛文尼亞北部德拉沃格勒市鎮的城鎮及其行政中心，位於德拉瓦河畔，毗鄰與奧地利接壤的邊境，海拔高度390.4米，2020年人口数量为3,088人。

## 外部連結
- Dravograd on  Geopedia （页面存档备份，存于）
- Official Page of Dravograd Municipality （页面存档备份，存于）
- UL-Aero klub Aviofun Koroška （页面存档备份，存于）